# Esabromobenzene
L'esabromobenzene è generalmente usato come ritardante di fiamma. Viene prodotto dalla sostituzione degli atomi di idrogeno del benzene con atomi di bromo (alogenazione) in presenza di ferro.